# Prolatiforceps nigrocaudatus
Prolatiforceps nigrocaudatus là một loài ruồi trong họ Asilidae. Prolatiforceps nigrocaudatus được Williston miêu tả năm 1901.